# HD 221420
HD 221420 eller HR 8935 är en trolig dubbelstjärna belägen i den mellersta delen av stjärnbilden Oktanten. Den har en skenbar magnitud av ca 5,81 och är svagt synlig för blotta ögat där ljusföroreningar ej förekommer. Baserat på parallax enligt Gaia Data Release 3 på ca 32,10 mas, beräknas den befinna sig på ett avstånd på ca 102 ljusår (31 parsek) från solen. Den rör sig bort från solen med en heliocentrisk radialhastighet på ca 26,5 km/s.

## Egenskaper
Primärstjärnan HD 221420 A är en gul till vit stjärna i huvudserien av spektralklass G2 IV-V, som anger en solliknande stjärna med en ljusstyrka som ligger mellan en underjätte och en huvudseriestjärna. Objektet är också extremt kromosfäriskt inaktivt.). Den har en massa som är lika med ca 1,4 solmassor, en radie som är ca 2 solradier och utsänder energi från dess fotosfär motsvarande ca 4 gånger solen vid en effektiv temperatur av ca 5 800 K. Stjärnan har metallicitet ungefär dubbel mot den hos solens.
Det finns en dvärgstjärna i mitten av spektraltyp M med en liknande egenrörelse och parallax som HD 221420 A, som sannolikt är gravitationsbunden till denna. De två stjärnorna är separerade med 698 bågsekunder, vilket motsvarar ett avstånd på 21 756 AE.

## Planetsystem
I en dopplerspektroskopiundersökning 2019 upptäcktes en exoplanet som kretsar kring HD 221420. Planeten ansågs ursprungligen vara en superjupiter, med en minimimassa på 9,7 jupitermassor. Senare observationer med Hipparcos och Gaia astrometri fann att den var en brun dvärg i en bana med hög lutning, som visar en sann massa på 23 jupitermassor.
| Planet | Massa         | Halv storaxel (AE) | Siderisk omloppstid (d) | Excentricitet   | Inklination     | Radie |
| ------ | ------------- | ------------------ | ----------------------- | --------------- | --------------- | ----- |
| b      | 22,9 ± 2,2 MJ | 10,15 +0,59−0,38   | 27,62 +2,45−1,54        | 0,14 +0,04−0,03 | 164,0 +1,9−2,6° | -     |